# فئة الوزن
فئات الوزن هي أقسامُ للمنافسات تُستخدم لمطابقة المنافسين مع الآخرين من نفس حجمهم. تُستخدم فئات الوزن في مجموعةٍ متنوعةٍ من الرياضات، وخاصةً الرياضات القتالية (مثل الملاكمة والكيك بوكسينغ وفنون القتال المختلطة والمصارعة). تشمل بدائل فئات الوزن الرسمية وزن المصيد [الإنجليزية] والوزن المفتوح.
يؤدي وجود تقسيمات الوزن إلى زيادة ممارسة قص الوزن. أن تكون أكبر فرد في تقسيم الوزن يُنظر إليه على أنه مفيد؛ لذلك يعمل بعض الرياضيين على إنقاص الوزن عبر اتباع نظام غذائي والتجفاف قبل وزنهم للتأهل لفئة وزن أقل.